# Pirrolizidínico

Fórmula da retronecine, um alcalóide pirrolizidínico encontrado em Senecio vulgaris e em Symphytum officinale spp.

Alcalóide de Pirrolizidina ou alcalóide pirrolizidínico, é uma substância química do tipo alcalóide, hidrossolúvel, não atropínica, com efeitos hepatotóxico, pneumotóxico, carcinogênico   e mutagênico, produzidas e derivadas de determinadas ervas venenosas.
Estes alcaloides são derivados da pirrolizidina.
A toxidade pode ser crônica e fatal, dependendo da quantidade de ingestão deste alcalóide ou do estado hepático do envenenado.
A doença crônica por ingestão de pequenas porções por longos períodos pode causar fibrose no fígado e evoluir para cirrose, a qual é indistinguível das cirroses por outras etiologias.
Sintomas clínicos incluem náusea e dor aguda epigástrica, distensão abdominal aguda com dilatação proeminente de veias na parede abdominal e evidente disfunção da bioquímica hepática. Febre e icterícia podem estar presentes. Em alguns casos os pulmões podem ser afetados; edema pulmonar e derrames pleurais podem ser observados. O dano pulmonar pode ser fatal.
O leite dos animais que ingeriram plantas que produzem o pirrolizidínico, pode estar contaminado com o alcalóide, bem como, o mel de abelhas que polinizam plantas tóxicas também pode conter tais substâncias.